# Пестрянка ферганская
Пестрянка ферганская (лат. Zygaena ferganae) — вид бабочек, относящийся к роду Zygaena семейства Пестрянки. Эндемик Узбекистана, предположительно вымер. Занесён в Красную книгу Узбекистана.

## Ареал
Узколокальный эндемик Узбекистана. Известен только по небольшой типовой серии, собранной в 1937-38 годах из окрестностей поселка Бешарык в южной части Ферганской долины. Больше вид никогда не отмечался, несмотря на неоднократные специальные поиски. Вид, вероятно, вымер из-за разрушения природного места обитания вследствие выращивания хлопка в Ферганской долине. В то же время, наличие кормовых растений в типовой местности не исключает возможность сохранения популяции вида. Был приурочен к пустынно-тугайным сообществам бывших низовий реки Исфара.

## Образ жизни
Образ жизни недостаточно изучен. Одно поколение в году. Время лёта и яйцекладка в июне-июле.